# Pedro de Toledo, São Paulo
Pedro de Toledo là một đô thị ở bang São Paulo của Brasil. 
Đô thị này nằm ở vĩ độ 24º16'29" độ vĩ nam và kinh độ 47º13'58" độ vĩ tây, trên khu vực có độ cao 45 m. Dân số năm2006 ước tính 10.186 người. 
Đô thị này có diện tích 671,113 km².

### Thông tin nhân khẩu
Dữ liệu dân số theo điều tra dân số năm 2000
Tổng dân số: 9.187
- Thành thị: 6.159
- Nông thôn: 3.028
- Nam giới: 4.693
- Nữ giới: 4.494

Mật độ dân số (người/km²): 13,69
Tỷ lệ tử vong trẻ sơ sinh dưới 1 tuổi (trên một triệu người): 26,14
Tuổi thọ bình quân (tuổi): 66,50
Tỷ lệ sinh (số trẻ trên mỗi bà mẹ): 3,26
Tỷ lệ biết đọc biết viết: 85,08%
Chỉ số phát triển con người (HDI-M): 0,729
- Chỉ số phát triển con người - Thu nhập: 0,672
- Chỉ số phát triển con người - Tuổi thọ: 0,692
- Chỉ số phát triển con người - Giáo dục: 0,824

(Nguồn: IPEADATA)

### Sông ngòi
- Sông Itariri
- Sông do Espraiado
- Sông São Lourenço
- Sông São Lourencinho

### Các xa lộ
- SP-55
- BR-116 / SP-230